# Матыевич-Мацеевич, Бронислав Витольдович
Бронисла́в Вито́льдович Матые́вич-Мацее́вич (пол. Bronisław Matyjewicz-Maciejewicz, 20 ноября (2 декабря) 1882 года — 18 апреля (1 мая) 1911 года) — русский авиатор польского происхождения, пионер русского военного воздухоплавания, офицер Русской императорской армии.

## Биография

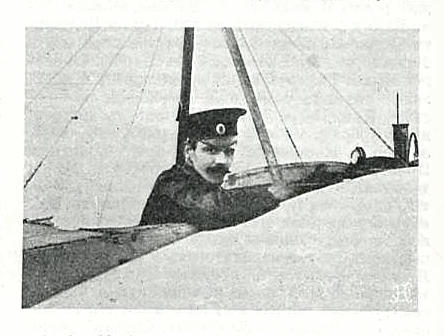
Б. В. Матыевич-Мацеевич в аэроплане
(фото из «Военной энциклопедии»)

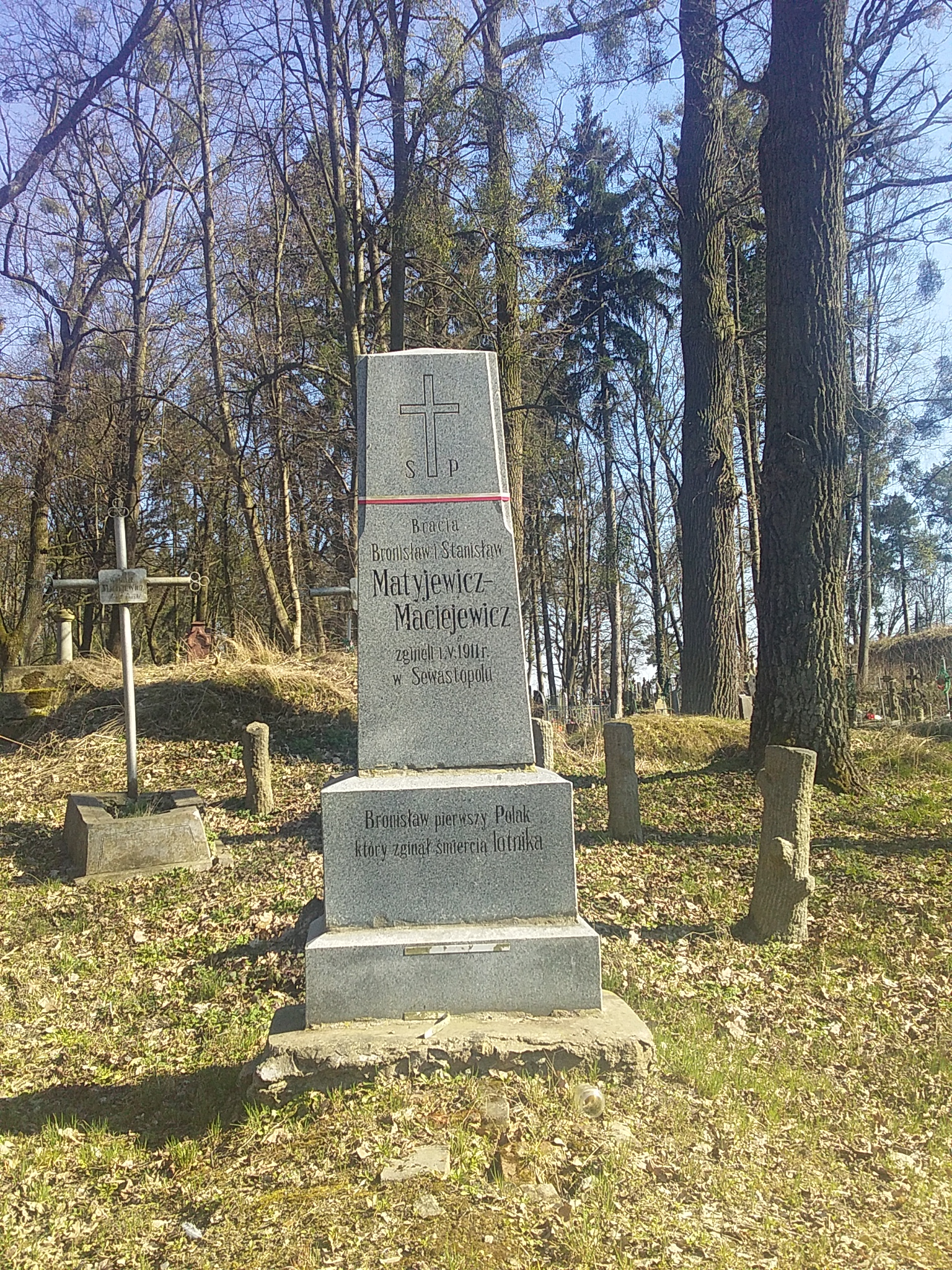
Могила братьев Матыевичей-Мацеевичей. Польское кладбище, Житомир (2021 г.)

Бронислав Витольдович Матыевич-Мацеевич родился в городе Тульчин (ныне — Винницкая область Украины) в семье русского военного инженера, поляка по национальности.
Обучение начал в местном реальном училище, но, в результате болезни отца и его выхода на пенсию, по финансовым причинам, был переведен в 3-й Московский кадетский корпус, где, как сын офицера, он имел право на бесплатное обучение.
По окончании указанного кадетского корпуса, в 1901 году поступил в Николаевское инженерное училище и окончил его в 1904 году по 1-му разряду. В мае того же года был произведен из портупей-юнкеров в подпоручики (со старшинством с 10.08.1902) и направлен в 3-й сапёрный батальон 2-й сапёрной бригады, расквартированной в Вильно.
В 1909 году Высочайшим приказом от 19.10.1909 поручик Матыевич-Мацеевич был переведен из 3-го сапёрного батальона в Брест-Литовское крепостное воздухоплавательное отделение. Окончил по 1-му разряду курс наук в офицерском классе Учебного воздухоплавательного парка, который возглавлял генерал-майор А. М. Кованько.
По сформировании в 1910 году Офицерской воздухоплавательной школы штабс-капитан Матыевич-Мацеевич был зачислен в её постоянный состав. Во время пребывания в воздухоплавательном парке и в воздухоплавательной школе, а также в Брест-Литовске, он принимал участие в ряде удачных свободных полетов на сферических аэростатах, однако больше интересовался конструированием летательных аппаратов тяжелее воздуха и принимал деятельное участие в постройке офицерами парка 5 военных аэропланов по заданиям главного инженерного управления.
В апреле 1910 года, в числе наиболее успешных воздухоплавателей, Б. В. Матыевич-Мацеевич был командирован во Францию для дальнейшего изучения авиации в школе выдающегося французского авиатора Луи Блерио. По окончании школы Блерио получил диплом авиатора № 152 от 01.07.1910. В составе выпускников школы был ещё один поляк, Григорий Петровский (Гжегож Пиотровский).
По возвращении из заграничной командировки Б. В. Матыевич-Мацеевич был направлен во вновь созданную Севастопольскую офицерскую школу авиации Отдела воздушного флота в качестве инструктора. Он же входил и в совет школы. Кроме того, был назначен заведующим мастерской школы, которой до него не существовало и которую он создал сам.
В сентябре 1910 года принимал участие в авиационных соревнованиях в Санкт-Петербурге, на которых установил рекорд высоты полета — 1200 м, на самолёте Bleriot XI 2bis. Занимался «…обучением офицеров и производил рискованные и трудные полёты — из Севастополя в Замрук и Джанкой, на расстояние около 150 вёрст». В феврале 1911 года совершил первый полёт с компасом. В будущем, несомненно, его ждала бы головокружительная карьера. Уже 1 мая 1911 года он должен был отправиться в Офицерскую воздухоплавательную школу в Гатчине, где ему предстояло заниматься обучением молодых офицеров-авиаторов. Но всему этому не суждено было сбыться.
18 апреля 1911 года, выполняя очередной полёт с аэродрома Кача, Бронислав Витольдович Матыевич-Мацеевич погиб вместе со своим младшим братом Станиславом, летевшим в качестве пассажира.
Вот так описывалась эта трагедия в очередном номере журнала «Нива», который вышел в свет через неделю после трагедии:

…Обстоятельства, при которых произошла катастрофа, ещё не вполне выяснены и в общем сводятся к следующему: покойный авиатор в роковой день на «Блерио» поднялся вместе со своим братом, мичманом миноносца «Мощный», С. В. Матыевичем-Мацеевичем. Было уже семь часов вечера, и начало темнеть. Полет вначале был вполне удачен, несмотря на сильный ветер. Заканчивая полет, Матыевич застопорил мотор и стал спускаться обычным vol plane. На повороте аппарат резко повернуло ветром сначала влево, потом вправо, а затем крылья стали вертикально. Опять застучал мотор, но было уже поздно: аппарат с высоты 50 метров быстро нырнул вниз и врезался в каменную стену одного из городских хуторов. Аппарат разбился вдребезги, и оба авиатора погибли. Каменная стена, о которую они разбились вместе с аэропланом, оказалась развороченной на протяжении почти восьми аршин…
—  Иллюстрированный журнал литературы, политики и современной жизни «Нива» № 18 от 30 апреля 1911 года, стр. 345
На месте гибели братьев Матыевичей-Мацеевичей (близ хутора Воитьковского, который находился несколько южнее горы Рудольфа) офицеры Качинской школы и отдел Воздушного флота воздвигли памятник. На стеле вмонтировали плиту из белого мрамора с четырёхконечным крестом и мемориальной надписью, в верхней части стелы имелась лётная эмблема.
Отпевание братьев проходило в католическом костёле Севастополя. Братья были похоронены в общей могиле на польском римско-католическом кладбище в Житомире.

## Награды
- Орден Святого Станислава III степени (ВП от 19.01.1906, стр. 8)
- Орден Святой Анны III степени (25.12.1910; ВП от 07.01.1911)

## Примечания

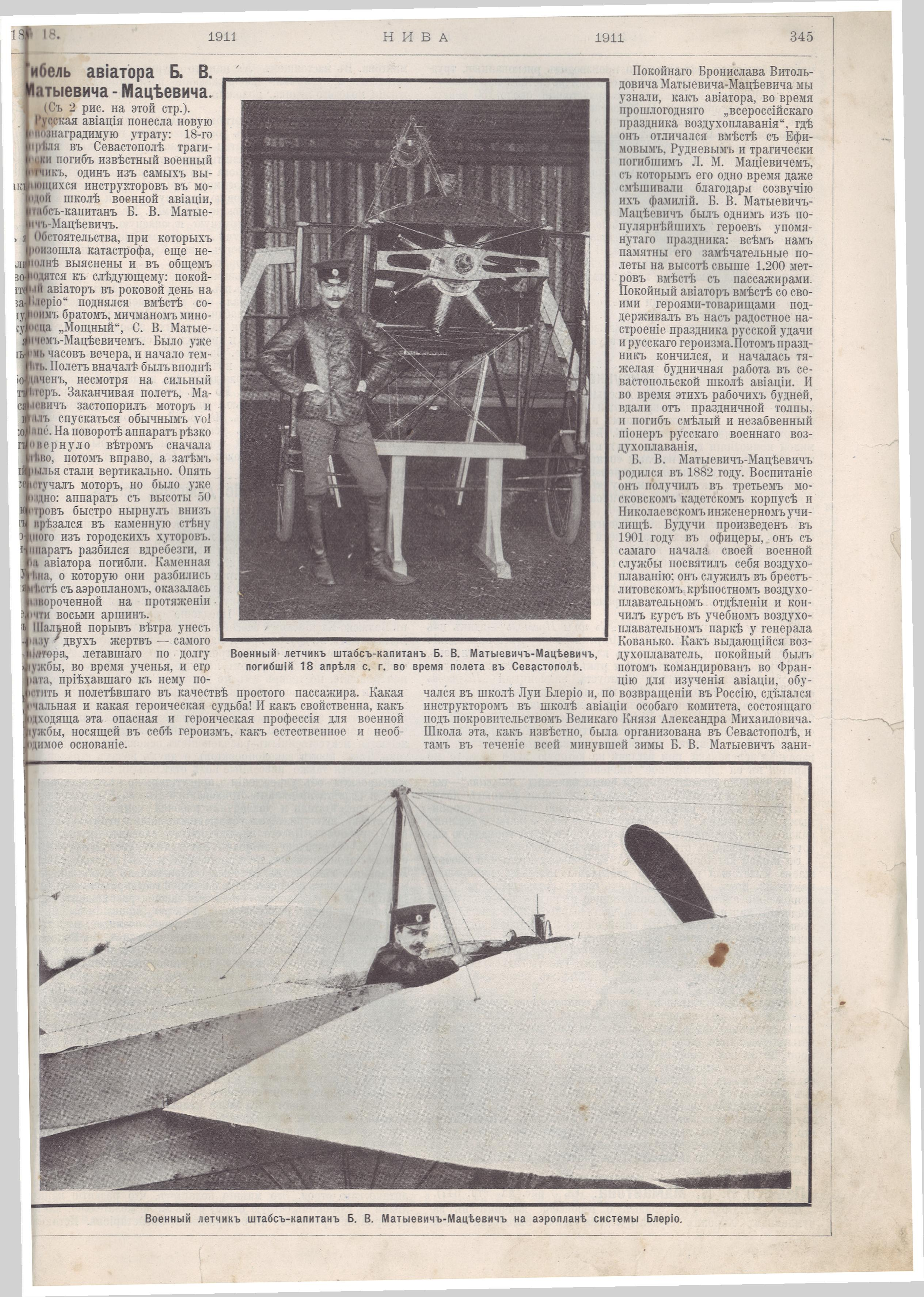
Траурный некролог в журнале «Нива», 30 апреля 1911 г.